# Les Aventures d'Ellery Queen
Les Aventures d'Ellery Queen est une série télévisée, au début des années 1950, mettant en scène les enquêtes d'Ellery Queen, écrivain et de son père Richard Queen, commissaire dans le New York des années 1940. Au début des années 1940, les romans seront adaptés par George Zachary pour être, sous le même nom, des émissions radiophoniques diffusées sur CBS. Une des différences majeures avec les versions écrites et télévisées est l'introduction d'un nouveau personnage du nom de Nikki Porter: la secrétaire d'Ellery Queen, interprété à la radio par Marian Shockley.

## Distribution
- Florenz Ames : Inspecteur Richard Queen (de 1950 à 1956, soit la totalité des 125 épisodes)
- Richard Hart : Ellery Queen (personnage) (1950), dans les 11 premiers épisodes de la saison 1. Il s'agit du dernier rôle de l'acteur.
- Lee Bowman : Ellery Queen (personnage) (de 1951 à 1953), dans les 69 épisodes suivants des saisons 1 à 3
- Hugh Marlowe : Ellery Queen (personnage) (de 1954 à 1956), dans les 45 épisodes des saisons 4 et 5
- Rex Marshall : présentateur

## Acteurs invités
- Nils Asther
- Anne Bancroft
- Richard Carlyle
- John Carradine
- Eva Gabor
- Nancy Gates
- Mary Beth Hughes
- John Marley
- Willard Parker
- George Reeves

## Liste des épisodes

### Saison 1
1. The Bad Boy
2. The Mad Tea Party
3. The Invisible Lover
4. The Long Count
5. The Three Lame Men
6. The Human Weapon
7. The Crooked Man
8. The Adventure of the Blind Bullet
9. Two Pieces of Silver
10. The Hanging Acrobat
11. The Star of India
12. The Adventures of the Survivors' Club
13. Prescription For Treason
14. The House of Terror
15. Murder in Hollywood
16. The Adventure of the Man who Killed Cops
17. The Hanging Patient
18. The Adventure of the Jewel-Handled Knife
19. The Case of the Falling Corpse
20. The Adventure of the Strange Voyage
21. The Madcap Robbery
22. The Adventure of the Manhunt
23. Murder at the Museum
24. The Adventures of the Man who Enjoyed Death
25. The Case of the Frightened Lady
26. The Baseball Murder Case
27. Murder for Twelve Cents
28. The Key to Murder
29. Death Spins a Wheel
30. Dissolve to Death
31. The Frame-Up
32. The Happiness Club
33. The Chinese Mummer Mystery
34. Murder in the Zoo
35. Death in a Capsule
36. The Case of the Upright Man
37. The Adventure of the Frightened Child
38. The Adventure of the Ballet Murder

### Saison 2
1. The Adventure of the Twilight Zone
2. The Dead Man who Walked
3. Murder in the Death House
4. The Garden of Death
5. The Gridiron Murder
6. The Coffee House Murder
7. Death in a Ghost Town
8. Murder to Music
9. The Inside Man
10. Pavanne for a Dead Princess
11. The Adventure of the Shape-Up
12. Death at the Opera

### Saison 3
1. Ticket to Nowhere
2. A Christmas Story
3. The Long Shot
4. The Unhung Jury
5. Death In the Sorority House
6. The Feminine Touch
7. Dance of Death
8. One Week to Live
9. Mr. Big
10. Left-Cross
11. The Red Hook Murder
12. King Size Death
13. The File of Death
14. The Bar Peaceful Murder
15. Doodle of Death
16. The Men Without Faces
17. Death of a Wax Doll
18. Cat and Mouse
19. Coroner's Inquest
20. The Not So Private Eye
21. Rehearsal for Murder
22. Prize Catch
23. The Case of the Heartbroken Men
24. The Third Room
25. The Pool of Death
26. Dead Secret
27. Case of the Canvas Shroud
28. A Frame for a Chair
29. The Winner was Death
30. Confidential Agent

### Saison 4
1. The Ten Dollar Bill
2. The Case of the Wise Man
3. Ready For Hanging
4. Legacy of Death
5. Buck Fever
6. Custom Made
7. The Case of the Two-Faced Man
8. A Touch of Death
9. A Close-Up of Murder
10. The Destructive Angel
11. The High Executioner
12. Companion to a Killer
13. Double Exposure

### Saison 5
1. Dark Corridor
2. Custom Made
3. Double Exposure
4. Mission for Murder
5. Comeback (also known as The Last Payoff)
6. Death in a Ghost Town
7. Close-up of Murder
8. Star of Kashmir
9. Letter from the Dead
10. Once a Killer
11. The Recluse
12. Doodle OF Death
13. The Moll
14. Mask of Roselli
15. Woman in the Chair
16. Trigger Man
17. Mardi Gras
18. The Vicious Circle
19. One Week to Live
20. Backfire
21. The Fix
22. Blackjack
23. Woman on the Wire
24. Night Visitors
25. Death of a Wax Doll
26. The White Orchid
27. Stranger in the Dark
28. Design for Revenge
29. The Golden Snow
30. The Fatal Signal
31. Mister Big
32. Memoirs Unwritten

## Anecdotes
- Il s'agit de la 1re des 3 séries adaptées des aventures du célèbre Ellery Queen, la plus longue également avec 125 épisodes en 5 saisons.
- Fait rarissime: la série a été produite et diffusée par Dumont de 1950 à 1952 pour les 2 premières saisons, puis par ABC pour les 2 suivantes de 1952 à 1954 et ITC Entertainment pour la dernière saison en 1955-1956, soit 3 chaînes télévisées différentes.
- Florenz Ames, dont il s'agissait du 1er grand rôle, joua l'inspecteur Richard Queen dans la totalité des 125 épisodes de la série, volant la vedette à Ellery Queen lui-même!
- Dans cette série, le personnage d'Ellery Queen a été joué par pas moins de 3 acteurs différents.
- Il s'agit du dernier rôle de Richard Hart qui joua Ellery Queen dans les 11 premiers épisodes de la série avant sa mort survenue brusquement le 2 janvier 1951.
- Quelques épisodes de la dernière saison sont des "remakes" d'épisodes des saisons précédentes : ITC Entertainment, insatisfaits de la prestation de Lee Bowman, fit retourner ces épisodes avec Hugh Marlowe dans le rôle d'Ellery Queen.
- Certains épisodes ont été tournés « live », en direct, sans coupures.